# Bode Miller
Samuel Bode Miller, född 12 oktober 1977 i Easton, New Hampshire, är en amerikansk alpin skidåkare. Han har tio VM- och OS-medaljer från totalt 11 mästerskap med början från 1998. I världscupen har han 33 vinster och 78 pallplatser (per 26 januari 2014). Han har tävlat i världscupen sedan november 1997.

## Karriär

### OS
Miller debuterade i världscupen som 20-åring i november 1997. Redan några månader efter debuten fick han vara med och tävla i OS i japanska Nagano. Han körde dock ur i båda tävlingarna han deltog i. I nästföljande OS, i Salt Lake City 2002, gick det betydligt bättre. Han knep en silvermedalj i både kombination och storslalom. I OS i Turin 2006 deltog han i alla fem discipliner, men fick som bäst en femteplats i störtloppet. Bättre skulle det gå i OS i Vancouver 2010, då han tog hela tre medaljer, varav guld i superkombinationen. 
Vid olympiska vinterspelen 2014 delade han bronset i super-G-loppet tillsammans med Jan Hudec.

### VM
Miller har deltagit i sju världsmästerskap och tagit fem medaljer, varav fyra guld. Hans första VM gick av stapeln i Vail, Colorado år 1999. Hans bästa resultat kom i slalomtävlingen där han kom åtta. I VM 2003 i St. Moritz vann han guld i storslalom och kombination, samt silver i super-G, och blev därmed VM-kungen. Därefter har han deltagit i fyra världsmästerskap, men har endast kommit på pallen i ett, VM 2005. På detta mästerskap vann han guld i störtlopp och super-G.

### Världscupen
I världscupsammanhang har Miller vunnit totalt 33 gånger, i alla discipliner. Han har tävlat i 17 säsonger (2013/2014 inräknat). Millers första pallplats togs den 17 december 2000 i franska Val d'Isère. Den första segern kom ett år senare, den 9 december 2001, i storslalom. Dagen efter vann han slalomtävlingen, och därmed var den andra segern fullbordad på kort tid.
Miller har vunnit den totala världscupen två gånger, säsongen 2004/2005 och 2007/2008.

## Meriter
- VM-guld störtlopp, 2005
- VM-guld super-G, 2005
- VM-guld kombination, 2003
- VM-guld storslalom, 2003
- VM-silver super-G, 2003
- OS-guld kombination, 2010
- OS-silver storslalom, 2002
- OS-silver kombination, 2002
- OS-silver super-G, 2010
- OS-brons störtlopp, 2010
- 33 världscupsegrar
- 77 pallplatser i världscupen
- Vinnare av den totala världscupen 2004/2005 och 2007/2008.